# Economia positiva
A economia positiva é o ramo da economia que se preocupa com a descrição e explicação dos fenômenos econômicos (Wong, 1987, p. 920). Ela foca nos fatos observáveis e nas relações de causa e efeito e inclui o desenvolvimento e teste de teoria econômicas. Expressões mais antigas eram economia livre-de-valor (value-free economics) e seu equivalente germânico economia wertfrei. Essas expressões foram desafiadas por serem persuasivas e não descritivas.  
A economia positiva como ciência (Robbins, 1932) se preocupa com o comportamento econômico. Uma definição-padrão de economia positiva como uma coleção de teoremas embuídos de significado operacional pode ser encontrada em 1947 de Paul Samuelson. A economia positiva, enquanto tal, evita juízos de valor econômicos. Por exemplo, uma teoria econômica positiva pode descrever como o crescimento da oferta monetária afeta a inflação, mas não fornece nenhuma instrução quanto a que política deveria ser adotada.
Ainda assim, a economia positiva e comumente julgada necessária para o escalamento de políticas ou resultados econômicos quanto a aceitabilidade (Wong, 1987, p. 921), o que constitui a economia normativa. A economia positiva é algumas vezes definida como a economia "do que é", enquanto a economia normativa discute o que "deveria ser". A distinção foi exposta por John Neville Keynes (1891) e elaborada por Milton Friedman em um influente ensaio de 1953.
A base metodológica para a distinção positiva/normativa tem suas raízes na distinção fato/valor em filosofia, sendo que os principais proponentes dessa distinção são David Hume e G. E. Moore. A base lógica para tal relação ser considerada uma dicotomia tem sido debatida na literatura filosófica. Tais debates se refletem nas discussões sobre ciência positiva e especificamente em economia, onde críticos, como Gunnar Myrdal (1954), McCloskey (1986) e Pérsio Arida (1986) discutem a ideia de que a economia pode ser completamente neutra e livre de ideologias. 